# Langues mek
Les langues mek sont une famille de langues papoues parlées en Indonésie, dans la province de Papouasie.

## Classification
Les langues mek font partie des familles possiblement rattachées, selon Malcolm Ross, à la famille hypothétique des langues de Trans-Nouvelle-Guinée. Pour Haspelmath, Hammarström, Forkel et Bank les langues mek font partie du noyau des langues de Trans-Nouvelle-Guinée.

## Liste des langues
Les langues mek sont :
- langues mek de l'Est
  - eipomek
  - ketengban
  - una
- langues mek de l'ouest
  - korapun-bromley
  - korupun-sela
  - kosarek yale
  - nalca
  - nipsan

## Sources
- (en) Malcolm Ross, 2005, Pronouns as a preliminary diagnostic for grouping Papuan languages, dans Andrew Pawley, Robert Attenborough, Robin Hide, Jack Golson (éditeurs) Papuan pasts: cultural, linguistic and biological histories of Papuan-speaking peoples, Canberra, Pacific Linguistics. pp. 15–66.